# Ordnungspolizei

A Ordnungspolizei zászlója

Az Ordnungspolizei a Harmadik Birodalom rendőrsége volt. Az Ordnungspolizei közvetlenül a Reichsführer SS Heinrich Himmler parancsnoksága alá tartozott. Az Ordnungspolizei tevékenysége kimerítette a háborús bűncselekmények fogalmát, hathatósan hozzájárult a Holokauszthoz és egyéb emberiség elleni bűncselekményekhez.

## A Harmadik Birodalom rendőrsége
A német rendőrséget már 1933-ban központosították és 1936-ban két szervezetre osztották: Ordnungspolizei (magyarul: "rendfenntartási rendőrség") és Schutzpolizei (magyarul: "védelmi rendőrség").
Az egyenruhás rendőrséget, a Schutzpolizeit (Gendarmerie, Gemeindepolizei) szervezetileg az "Ordnungspolizei Főhivatala" alatt egyesítették. Székhelye a Birodalmi Belügyminisztérium volt (Berlin, Unter den Linden). A Ordnungspolizei egy idősebb tábornok, Kurt Daluege irányítása alá tartozott. 1943 augusztusában Alfred Wünnenberg vette át a vezetést.
A civilruhás rendőrséget a Sicherheitspolizei, a Kriminalpolizei (magyarul: bűnügyi rendőrség) és a Geheime Staatspolizei (Gestapo) képezte. Az itt szolgáló rendőrök feladata elsősorban a súlyos bűncselekmények feltárása volt.
Ilyenek például a gyilkossági ügyek vagy a politikai ellenállással kapcsolatos feladatok. A központi iroda vezetője 1936-tól Reinhard Heydrich volt. 1939-ben a Gestapo és a Kripo a Sicherheitsdienst (SD)-hoz lettek csatolva.
A nemzetiszocialisták terve az volt, hogy az egész rendőrséget a Schutzstaffelhez (SS) és az SS SD-hez csatolják. Ez a terv jobban bevált a Sicherheitspolizei-jal, mint a Schutzpolizei-al. Ezért a rendőrség vezetői gyakorta töltöttek be magas politikai pozíciót a Nemzetiszocialista Német Munkáspártban.

### 1933 előtt
Az Ordnungspolizei 1933 előtt a weimari köztársaság rendőrsége volt. A Schutzpolizei és a Sicherheitspolizei Hitler diktatúraja előtt is létezett. A rendőrök között sokan szociáldemokrata meggyőződésűek voltak.

### 1933 után
Hitler az Ordnungspolizeit (e néven csak 1936 után szerepelt, de maga a rendőrség szervezete már korábban is létezett) fontosnak tartotta, ezért a rendőrségnek fokozatosan több hatalmat adott. Hitler parancsára a Sturmabteilung (SA) több ezer úgynevezett Hilfspolizei-t (magyarul: segédrendőr) helyezett át az Ordnungspolizei-ba. Sok szociáldemokrata rendőr kilépett vagy alkalmazkodott.
A rendőrök sorában jelentős számban voltak azok is, akik már eleve a Náci Párt-ba léptek be.
1936-ban Himmler vette át a Ordnungspolizei vezetését és az SS-be akarta integrálni. A rendőrök egyenruháin ettől fogva SS-rúnák szerepeltek. 1936-ban a berlini olimpia okán az Ordnungspolizei több ezer szintót távolított el a városból.
1938-ban a Schutzpolizei vezetője, Reinhard Heydrich a következő parancsot adta a Schutzpolizei tagjainak:

Heydrich levele a Schutzpolizei-nak:
Sie sollen nicht einschreiten wenn:
Jüdische Geschäfte und Wohnungen zerstört werden
Wenn Synagogen brennen
Sie sollen nur dann einschreiten wenn:
Deutsches Leben und eigentum gefährdet ist.
Nem szabad beavatkozni, ha:
- zsidó üzletek és otthonok semmisülnek meg,
- amikor zsinagógák lángolnak,
Csak akkor szabad beavatkozni, ha:
német élet és vagyon van veszélyben.

## Az Ordnungspolizei felépítése

### A rendőrség osztályai
1941-ben a Ordnungspolizei szervezetét további részlegekre osztották, a háború végéig az alábbi rendőri hivatalok képezték részeit:
- Schutzpolizei

Az általános rendőri feladatokért volt felelős, a városokban és a nagyobb közösségekben volt jelen: Schutzpolizei des Reiches, ill. *Schutzpolizei der Gemeinden.
Az Schutzpolizei des Reiches a nagyvárosokban volt jelen, a Schutzpolizei der Gemeinden a kisebb városokban.
- Verwaltungspolizei

Az Verwaltungspolizei (magyarul: "közigazgatási rendőrség") volt felelős a Ordnungspolizei irányításért.
- Verkehrspolizei

Az Verkehrspolizei (magyarul: "közlekedési rendőrség") felelt a forgalom irányításáért.
- Wasserschutzpolizei

Az Wasserschutzpolizei (magyarul: "vízvédelmi rendőrség") Németország parti őrsége volt. A szokásos vízvédelmi feladatokat látta el.
- Landwacht

A Landwachtot (magyarul: "földi őr") 1942-ben Heinrich Himmler személyes parancsára segédrendőrségként szervezték meg. Tagjait felfegyverezték és fehér karszalagot hordtak "Landwacht" felirattal, hogy így lehessen őket azonosítani.
Feladatai közé tartozott, hogy megtalálják a szökött hadifoglyokat.
- Bahnschutzpolizei

Az Bahnschutzpolizei felelt a vonatok védelméért.
- Feuerschutzpolizei

A német tűzoltóság. 1938-ban a Freiwillige Feuerwehr (magyarul: "önkéntes tűzoltóság") és a Pflichtfeuerwehr (magyarul: "hivatásos tűzoltóság") állományát a Ordnungspolizei alá rendelték.
- Luftschutzpolizei

Az Luftschutzpolizei (magyarul: "légi rendőrség") polgári védelmi szervezet volt, 1942 júliusában a rendőrség alá rendelték. Feladata abban merült ki, hogy a légicsapásokat követően a polgári lakosság segítségére legyenek.
- Technische Nothilfe

A Technische Nothilfe (magyarul: "technikai sürgősségi segély") egy már 1919 óta létező szervezet. Feladata kezdetben a tüntetések biztosítása volt, utóbb a polgári védelem és a légvédelem. 1938-tól a Wehrmacht technikai nehézségek megoldására használta.
- Funkschutz

A Funkschutz (magyarul: "rádióvédelem") a rádióállomások szabotázs elleni védelmét szolgálta. 
- Werkschutzpolizei

A Werkschutzpolizei (magyarul: "gyári biztonsági rendőrség") feladata az ipari létesítmények védelme volt partizánok és ellenséges támadások ellen. A Werkschutzpolizei tagjai gyakran Waffen-SS egyenruhákat viseltek.
- Waffenfarben

A Ordnungspolizei az alábbi megkülönböztető színeket használta: 
- Schutzpolizei des Reiches, Polizei-Generäle: világoszöld

- Schutzpolizei der Gemeinden: bordó (1942-tól világoszöld)

- Gendarmerie: narancssárga

## Feladatai

### Személyi állománya
1938-ban 62.000 rendőr tartozott a kötelékébe, 1939-ban már 131.000. A második világháború kezdetén 16.000 rendőr lépett be a Wehrmachtba. Ezen személyekből verbuválták a 4. SS-Polizei-Panzergrenadierdivisiont.
Az Ordnungspolizei 1942-ben már 280.000 főt foglalkoztatott. 
Ezután 2 rendőrzászlóaljat Danzigból a Wehrmacht alá soroltak. Végül az Ordnungspolizei 8000 rendőrt adott a Feldgendarmerieba. 1940 közepén az Ordnungspolizeinál 240.500 ember dolgozott. 1939-ben a százból 21 rendőrzászlóalj alakult, mindegyik 500 fővel. Ebből 13-at a Wehrmacht rendelkezése alá soroltak, feladatuk volt többek közt a frontvonal mögött elszórtan felbukkanó lengyel katonák letartóztatása. 1940 közepén már 101 ilyen rendőri zászlóalj létezett, ezek többsége a megszállt országokban állomásozott.

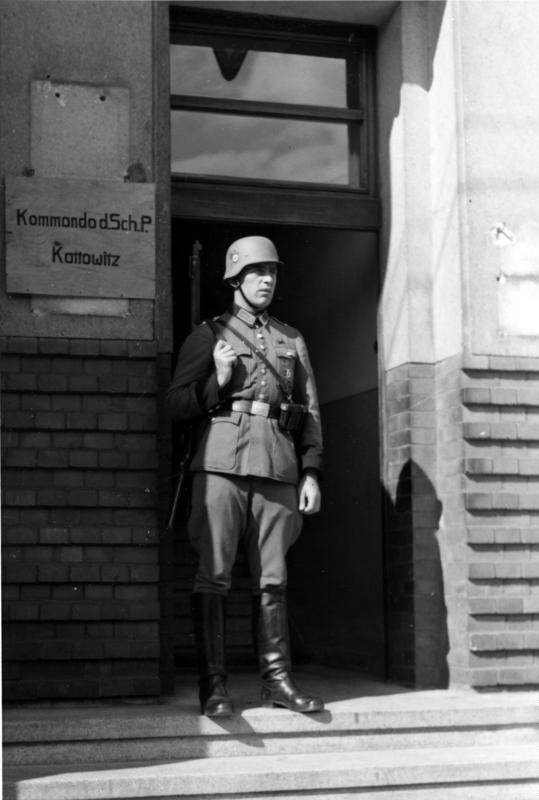
A Schutzpolizei postája Katowice-ban.

### Általános rendőri feladatok
Az Ordnungspolizei általános feladatai közé tartozott a közbiztonság és a rend fenntartása. Az úgynevezett Schutzpolizei feladata a városok ellátása és védelme volt. A vidéki biztonságért felelős speciális Gendarmerie osztályok felügyelték az autópályák és a települések közti autóbuszutak forgalmát. A Ordnungspolizei alkalmanként fegyveres összecsapásokban is részt vett, gyakran vetették be tartalék hadosztályként.

## Szerepe a háborús bűncselekményekben

### Emberiség elleni bűncselekmények
Több mint kétmillió zsidót öltek meg az Ordnungspolizei közvetlen részvételével. Részt vett néhány csatában is, azonban nem teljesített jól a harctéren ez az egység.
A Ordnungspolizei mészárlásai
Az Ordnungspolizei több emberiség elleni bűncselekményben vett részt. Minimum 141.200 zsidó halt meg az Ordnungspolizei tisztviselőkhöz köthetően.

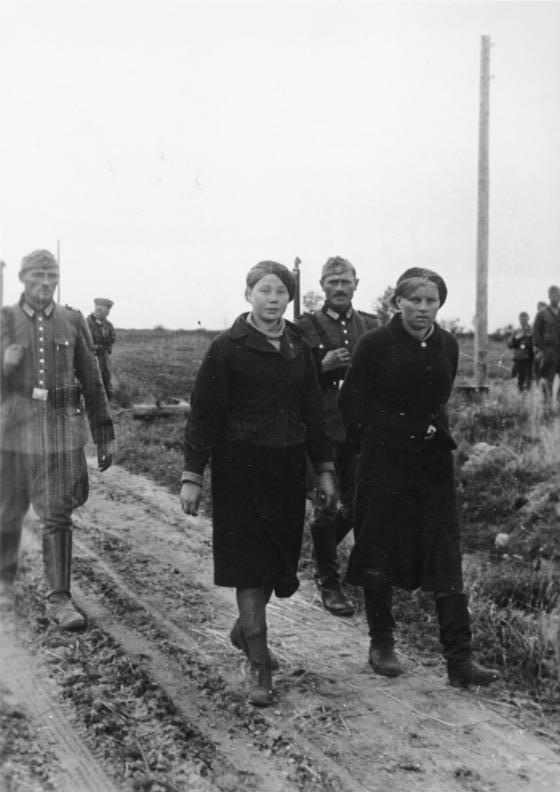
Ordnungspolizei rendőrök orosz civileket kísérnek.

A Polizei-Battalion 304 összesen 17.000 civilt ölt meg különböző helyszíneken. A Polizei-Battalion 306 6000 orosz hadifoglyot pusztított el.